# Beleg van Parijs (978)
Het Beleg van Parijs vond plaats in november 978.

## Achtergrond
De oorsprong van het conflict lag bij de ambitie van Karel, de jongere broer van koning Lotharius van Frankrijk om een vorstendom te verkrijgen. Hij slaagde er in om het Hertogdom Neder-Lotharingen te bemachtigen met goedkeuring van Keizer Otto II. Als wraak viel Lotharius het hart van het Heilige Roomse Rijk aan, de Akense koningspalts. Daarop viel Otto II West-Francië binnen.

## Beleg
Met 60 000 man plunderde Otto II Noord-Frankrijk in oktober 978. Begin november stond hij voor de poorten van Parijs, dat werd verdedigd door Hugo Capet. Otto II dreigde de stad in brand te steken. Lotharius kwam vanuit het oosten met een grote troepenmacht Hugo Capet ter hulp. De koude speelde het keizerlijke leger parten.

## Vervolg
Met Parijs in het zicht, trok het keizerlijke leger zich terug, ze werd ingehaald door Lotharius en Hugo Capet aan de rivier Aisne, wat volgde is de slag bij Soissons (978). Otto verloor een groot deel van zijn leger en veroverde buit.

## Gevolg
Lotharius kroonde zijn zoon Lodewijk tot medekoning om te verhinderen dat zijn broer Karel nog aanspraak zou maken op de Franse troon. Met het verdrag van Margut in 980 behield Karel zijn titel van Hertog van Neder-Lotharingen.